# 사랑은 오직 한 길
사랑은 오직 한 길(Christine)은 이탈리아에서 제작된 피에르 가스파드-휴잇 감독의 1958년 드라마, 멜로/로맨스 영화이다. 로미 슈나이더 등이 주연으로 출연하였다.

## 출연

### 주연
- 로미 슈나이더
- 알랭 들롱
- 장 클로드 브리알리

### 조연
- 프랑수아 쇼메트
- 자크 뒤비
- 소피 그리말디
- 잔 다비
- 베르나르 데랑
- 페르낭 르두
- 미셸린 프레슬

## 제작진
- 각색: 피에르 가스파드-휴잇